# Olga Segura
Olga Segura es una productora de cine, activista y emprendedora.

## Biografía
Olga Segura es una productora mexicana conocida por encontrar la combinación perfecta entre dos mundos: el cine y el activismo. Como cineasta, Segura produjo La verdad sobre Emanuel, escrita y dirigida por Francesca Gregorini, protagonizada por Kaya Scodelario, Jessica Biel y Alfred Molina; La película se estrenó en Sundance Film Festival 2013 en la Competencia Dramática de Estados Unidos. Segura también desarrolló y produjo La Cena, adaptada y dirigida por el nominado al Oscar Oren Moverman a partir de la novela de Herman Koch protagonizada por Richard Gere, Steve Coogan, Laura Linney y Rebecca Hall. Fue una de las películas en competición en el Festival de Cine de Berlín de 2017. 
Produjo también Esperando a los Bárbaros, la cual se basó en la novela escrita por el premio Nobel J.M. Coetzee, fue dirigida por Ciro Guerra, nominado al Oscar, y protagonizada por el ganador del Oscar Mark Rylance, Gana Bayarshaikhan, Johnny Depp y Robert Pattinson; la película se estrenó en el Festival de Cine de Venecia en 2019.  En el 2023, produjo, escribió y dirigió su primer cortometraje de animación, Elefanta, que ninguna se quede balanceándose sola.  En el 2024, produjo Killing of a Nation, dirigida por el reconocido director mexicano nominado al Oscar, Carlos Bolado. Actualmente codirige un documental basado en la tres veces ganadora del Grammy Latino, Carla Morrison.
Su enfoque y esfuerzos en crear espacios para latinos y latinas la han convertido en una de las más grandes luchadoras de la comunidad. En el 2022, Segura creó el programa Adelante Directors Fellowship con Sundance Institute, Netflix y Shondaland para apoyar el desarrollo de directoras latinas emergentes. Así mismo, de la mano de Adobe Foundation, Olga creó dos programas que fueron lanzados el 2024, el Proof of Concept Program, para brindar herramientas a cineastas avanzados para apoyar a desarrollar su siguiente proyecto; y el Gloria Schoemann Editors Fellowship, un programa que busca apoyar a editores bilingües. Junto con Eva Longoria y America Ferrera, y otras 7 latinas poderosas, cofundó Poderistas, la plataforma más grande diseñada para empoderar y celebrar a la próxima generación de latinas en Estados Unidos. Por sus esfuerzos como voz prominente dentro de la comunidad latina, Segura fue nombrada entre las 100 mujeres más poderosas de 2019 de Forbes México. En 2024, por su constante labor en la comunidad latina, Segura fue incluida en la lista de las 50 personalidades más destacadas por la revista Quién.

## Filmografía
- Todo Pasa (En producción) – Directora / Productora  Carla Morrison nunca buscó la fama, pero su increíble talento la impulsó desde un pequeño pueblo de México a convertirse en una de las principales artistas femeninas de América Latina. Su voz se volvió codiciada por los músicos más grandes del mundo y Carla ha colaborado con J Balvin, Macklemore, Ricky Martin y decenas de otros.  Tras ganar tres Latin Grammys, llenar arenas y contar con una base de fans enorme, Carla estaba en camino de convertirse en una leyenda. Pero no encajaba en el molde de celebridad latina: directa, tatuada y embajadora de una imagen corporal positiva, Carla fue víctima de abuso en línea y, después de años de giras extenuantes como artista independiente, colapsó bajo la presión. En 2018 Carla Morrison desapareció. Tomó la desgarradora decisión de dejar la música y mudarse a París para ocultarse y reconstruirse. Este filme sigue a Morrison mientras encuentra una nueva fuerza y una nueva pasión por la música. Ahora en París grabando un nuevo álbum, Carla está lista para un enorme regreso con un nuevo sonido, un nuevo propósito y un nuevo mensaje. Carla Morrison podría convertirse en la leyenda que está destinada a ser.

- How to Clean a House in 10 Easy Steps (En producción) – Productora   Una trabajadora doméstica en EE. UU. y su hija cineasta colaboran para crear el personaje ficticio de una escritora. Juntas capturan la delgada línea entre la verdad y la fantasía en un documental híbrido que cuenta una historia sobre inmigración, trabajo, sueños y el poder de la ficción para encender la emancipación.

- Sin Decir Adiós (En postproducción) – Productora   Tras la pérdida de su hijo de un año, Clara se distancia de toda su familia. Cinco años después, habiendo rechazado cualquier comunicación, recibe una llamada de su hermana menor, Mariana, quien le dice que su madre está en coma.

- Killing of a Nation (2024) – Productora   Un joven lobbyista estadounidense que trabaja para un fondo de inversión con intereses en Haití accede al círculo cercano del presidente Jovenel Moïse. Al hacerlo, se pone en el centro de fuerzas opuestas que, a toda costa, quieren apoderarse del poder absoluto en el país.  Lo que se desarrolla es un thriller de crimen real que explora la compleja psicología de un hombre que se atrevió a intentar cambiar el curso de su país exponiendo la corrupción y el narcotráfico en los niveles más altos del gobierno.  En una noche oscura, Jovenel Moïse es brutalmente asesinado. Su muerte está rodeada de misterio y el país se precipita en una espiral de violencia.  Esta es la historia de la lucha por la democracia y las fuerzas asesinas que se oponen a ella.

- The Dinner (2017) – Productora Ejecutiva   Dos parejas adineradas se reúnen para cenar y decidir qué hacer respecto a un crimen cometido por sus hijos.   https://www.imdb.com/title/tt3203620/

- The Truth About Emanuel (2013) – Productora Ejecutiva   Una chica con problemas se obsesiona con su misteriosa nueva vecina, que tiene un gran parecido con su madre fallecida.   https://www.imdb.com/title/tt1838520

- Waiting for the Barbarians (2019) – Productora   Un magistrado que trabaja en un remoto puesto fronterizo comienza a cuestionar su lealtad al imperio.  Ahora disponible en streaming (Prime Video).   https://www.imdb.com/title/tt6149154/

- Elefanta, que ninguna se quede balanceándose sola (2023) - Directora   Este cortometraje animado se inspira en “Un Elefante Se Balanceaba”, una canción tradicional y anónima de Latinoamérica aprendida en jardines de infancia o por padres para enseñar a contar a sus hijos. En inglés, la canción narra la historia de un elefante que rebota sobre una telaraña, y cuando el elefante descubre que soportó su peso, invita a otro elefante para saltar sobre ella. La canción continúa a medida que cada elefante invita a otro. Su rima es hermosa en español, pegajosa y fácil de memorizar.  La mayoría de los latinos conocen esta canción. Formó parte de su infancia y se ha transmitido por generaciones, pero hay un significado más profundo.  En esta versión, exploramos un mensaje más profundo extraído de la canción que queremos destacar explícitamente para nuestra comunidad. En particular, hay una oportunidad para enfatizar la importancia de colaborar y construir juntos.

- End of a Sentence (2019) – Productora Ejecutiva   Tras enviudar, Frank Fogle emprende a regañadientes un viaje para cumplir el último deseo de su esposa: esparcir sus cenizas en un lago remoto en su Irlanda natal, y junto a su hijo distanciado, Sean. Al salir de prisión, lo último que Sean tiene en mente es un viaje a la carretera con su padre. Lo que necesita es un nuevo comienzo en California. Pero cuando sus planes de viaje colapsan, acepta a regañadientes la propuesta de su padre a cambio de un boleto a la Costa Oeste y la promesa de que nunca tendrían que verse nuevamente. Entre un inquietante velatorio irlandés, el reencuentro con un antiguo amor, el rescate de una atractiva autostopista y muchos asuntos sin resolver, el viaje se convierte en algo más de lo que pensaban padre e hijo.   https://www.imdb.com/title/tt6910006/

- Veronica (2017) – Actriz / Productora   Una psicóloga reclusa de mediana edad que dejó de ejercer hace años decide asumir el caso de Verónica, una joven cuya terapia fue misteriosamente interrumpida por el antiguo profesor de la psicóloga, quien ha desaparecido. Como condición, la psicóloga requiere que Verónica se quede con ella en su casa de campo durante el tratamiento. Allí, ambas descubrirán lo que ocultan sus secretos más profundos.   https://www.imdb.com/title/tt3183402

- Marcelo (2012) – Productora   Esta es la historia de Marcelo, un hombre de 25 años que aún actúa como un niño. No estudia, no trabaja. Su única responsabilidad es cuidar a su gallina japonesa llamada Wendy. Dotado de una rica imaginación, Marcelo vive atrapado entre el mundo de fantasía de los cómics y un entorno cotidiano gobernado por su madre, la dominante y sobreprotectora Sra. Martha. La vida de Marcelo cambia de rumbo cuando cree haber encontrado la encarnación de su superhéroe favorito en July, una vecina única cuyo mayor sueño es convertirse en estrella pornográfica.

- Cellmates (2011) – Productora   Los mundos colisionan cuando el endurecido miembro del Ku Klux Klan Leroy Lowe (Tom Sizemore) y el jornalero mexicano Emilio (Héctor Jiménez) se ven obligados a compartir una celda de prisión. La relación improbable toma un giro inesperado cuando el locuaz Emilio logra ablandar el exterior duro de Leroy en esta comedia excéntrica tipo buddy movie dirigida por Jesse Baget.

- El Mar Muerto (2010) – Coproductora   Ocurre un apagón en la Ciudad de México. En la oscuridad, algunos personajes se sienten abandonados por Dios y cometen actos de transgresión (asesinato e infidelidad). Cuando vuelve la luz, los personajes deben expiar su pecado.   https://www.imdb.com/title/tt1424052/

## Teatro
- Pizza Man adaptada a español, como Julie, dirigida por Eduardo Arroyuelo
- When Will I dance como Frida, dirigida por Celia Cotelo
- The House Of Bernarda Alba como Adela, dirigida by Steve Helgot

## Activismo

### Poderistas
Poderistas® es una organización sin fines de lucro 501(c)(3) que se lanzó en agosto de 2020 y es una de las comunidades digitales de más rápido crecimiento creada por y para Latinas. Poderistas es una comunidad construida para celebrar la cultura latina y aprovechar el poder de la comunidad. Elevamos, celebramos e inspiramos a las latinas a amplificar sus voces y acciones en favor de ellas mismas y de sus comunidades.

### Decididas
Decididas conecta a líderes, organizaciones y aliados para amplificar el liderazgo de las mujeres, avanzar en la equidad de género y generar impacto social.
Diseñamos contenido y experiencias que fortalecen el empoderamiento económico de las mujeres, promueven la paz y la seguridad, y amplían las oportunidades a través de alianzas público-privadas en América Latina y España.

### Decididas Summit
Decididas Summit es un esfuerzo visionario que reúne a líderes y agentes de cambio para pasar a la acción. Nuestro propósito es contribuir a la construcción de la igualdad de género, prevenir y erradicar la violencia de género, combatir la discriminación y generar las herramientas necesarias para fortalecer el poder económico que nos permita crecer y generar oportunidades para otras personas.
Decididas Summit es más que un evento; es una sinergia de contenido creativo e inspirador donde se intercambian arte, negocios, redes de contacto, cultura, deporte, medios de comunicación y música, lo que convierte a este evento internacional en uno sin igual en América Latina. Su primera edición se realizó en la Ciudad de México y virtualmente en 2023.

### The Latinx House
The Latinx House fue una sede temporal que se activó en espacios de influencia de 2022 a 2025. Su intención fue unir a la comunidad latinx brindando un espacio para artistas, creadores de contenido, organizadores comunitarios, líderes de pensamiento y otros aliados para abordar temas que impactan a la comunidad latinx.

### Querida Familia Letter
La Carta Querida Familia, publicada en el New York Times, es una carta de amor firmada por más de 200 líderes latinx. Fue escrita y organizada por America Ferrera, Diane Guerrero, Eva Longoria, Alex Martinez Kondracke, Mónica Ramírez y Olga Segura.

### Los Angeles en México
Los Angeles en México es una organización sin fines de lucro creada tras el terremoto que sacudió a México el 19 de septiembre de 2017 y que afectó a muchas de nuestras comunidades y familias.

## Programas

### Adelante Directors Fellowship
Liderado por la productora Olga Segura, este innovador programa, desarrollado en colaboración con Women at Sundance del Instituto Sundance, Netflix y Shondaland, apoya a directoras latinas y personas latin@s no binarias emergentes, brindándoles una beca, oportunidades de observación en series de televisión y mentoría por parte de líderes de la industria.
Ex becarias del programa incluyen a las talentosas directoras Cecilia Aldarondo, Nicole Mejía, Yulene Olaizola, Bárbara Cigarroa, Iliana Sosa y Michelle Salcedo.

### Proof of Concept Program
Programa creado en asociación con Adobe Foundation para apoyar a cineastas latines de nivel avanzado.
Muchos cineastas enfrentan el gran obstáculo de pasar de un exitoso estreno en festivales a realizar su próxima película. Creemos que es extremadamente importante crear una prueba de concepto visible para que estudios, plataformas de streaming e inversionistas puedan conocer la visión del cineasta, entender el potencial de la película, asumir el riesgo e invertir.
Un equipo de cinco productores y ejecutivos de alto nivel seleccionó los dos mejores proyectos. Estos dos proyectos recibieron una beca para ayudar a desarrollar su idea en una prueba de concepto más elaborada.
Ex becarias del programa incluyen a las talentosas Isabel Castro y Yolanda Cruz.

### Gloria Schoemann Editors Fellowship
Este programa fue creado para apoyar a editores bilingües (español e inglés) de nivel intermedio en la industria, con el fin de perfeccionar su técnica y brindarles una plataforma para avanzar en sus carreras mediante oportunidades de mentoría, conexiones profesionales y visibilidad.
Tres editores fueron seleccionados de una lista de postulantes invitados para asistir a una serie de clases magistrales específicas con profesionales experimentados de Adobe y algunos de los mejores editores y directores de la industria. Los editores también tuvieron la oportunidad de practicar con material en crudo de películas recientes y recibir retroalimentación de directores y mentores reconocidos.
Los editores fueron destacados en prensa y amplificados a través de redes sociales.
Esto puede ser invaluable para quienes, de otro modo, tendrían dificultades para acceder a estas redes, fundamentales para avanzar profesionalmente en el cine.
Ex becarios del programa incluyen a los talentosos Alejandra Armijo, María Gabriela Torres y Mario Fierro.